# Instalación de Calefacción Ionosférica Sura

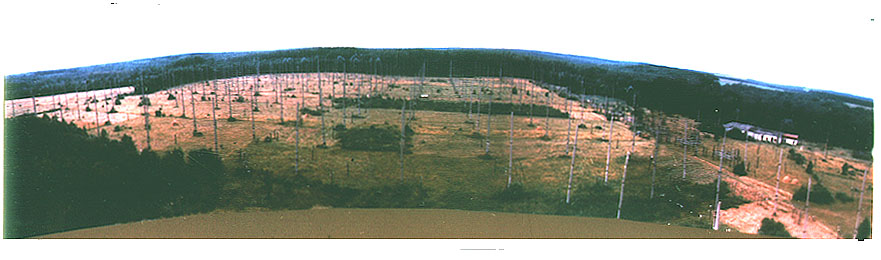
Vista de las antenas en la instalación Sura.

La Instalación de Calefacción Ionosférica Sura equivalente al proyecto HAARP, es un centro de investigación de la ionosfera ubicado cerca del pequeño pueblo de Vasilsursk a unos 100 km al este de Nizhniy Novgorod, en Rusia. Sura es capaz de irradiar cerca de 190 MW, potencia radiada efectiva (PRE) en ondas cortas.

## Operador y funciones
Este servicio es operado por el Instituto de Investigación Radiofísica (NIRFI) en Nizhny Novgorod. La instalación Sura fue encargada en 1981 por el gobierno de la Unión Soviética. Actualmente con el uso de este mecanismo, los investigadores rusos estudian el comportamiento de la ionosfera y el efecto de la generación de emisión de baja frecuencia sobre la modulación de la ionosfera. En sus inicios, era financiado por el Departamento de Defensa soviético.

## Información técnica
La gama de frecuencias de la instalación de calefacción es de 4,5 a 9,3 MHz. La instalación consta de tres transmisores de radiodifusión de 250 kW y una red de 144 antenas con dipolo cruzado con dimensiones de 300 m x 300 m. En el centro de la gama de frecuencias de funcionamiento (4,5 - 9,3 MHz), como máximo apogeo de ganancia se alcanzan alrededor de 260 (~ 24 dB) y la potencia radiada efectiva (PER) de la instalación es de 190 MW (~ 83 dBW).